# Foveolina
Foveolina es un género de plantas pertenecientes a la familia Asteraceae. Comprende 5 especies descritas y solo 4 aceptadas. Son originarias de Sudáfrica.

## Taxonomía
El género fue descrito por Källersjö y publicado en  Botanical Journal of the Linnean Society 96(4): 316. 1988.

## Especies aceptadas
A continuación se brinda un listado de las especies del género Foveolina aceptadas hasta junio de 2012, ordenadas alfabéticamente. Para cada una se indica el nombre binomial seguido del autor, abreviado según las convenciones y usos:
- Foveolina albidiformis (Thell.) Källersjö
- Foveolina dichotoma (DC.) Källersjö
- Foveolina schinziana (Thell.) Källersjö
- Foveolina tenella (DC.) Källersjö